# Russi
Russi es un municipio situado en el territorio de la provincia de Rávena, en Emilia-Romaña (Italia).

## Demografía
| Gráfica de evolución demográfica de Russi entre 1861 y 2001 |
|                                                             |
| Fuente ISTAT - elaboración gráfica de Wikipedia             |